# Zion National Monument
Zion National Monument – nazwa dwóch nieistniejących obecnie pomników narodowych w amerykańskim stanie Utah. 
Pierwszy pomnik Zion National Monument został ustanowiony 18 marca 1918 roku poprzez zmianę nazwy i powiększenie obszaru pomnika Mukuntuweap National Monument. Rok później, 19 listopada 1919 roku Kongres Stanów Zjednoczonych ustawowo powiększył powierzchnię obszaru chronionego i utworzył na tym miejscu istniejący obecnie Park Narodowy Zion.
Drugi pomnik Zion National Monument został ustanowiony 22 stycznia 1937 roku decyzją prezydenta Stanów Zjednoczonych Franklina Delano Roosevelta. Pomnik ten również został włączony w skład parku narodowego Zion 11 lipca 1956 roku. Obejmował on tereny znane obecnie jako Kolob Section.